# Leonidea
La Leonidea era una fiesta anual que se celebraba en Esparta en conmemoración de la batalla de las Termópilas y en honor de Leónidas.
Los honores que se rendían en esta fiesta también se hacían extensivos al general Epaminondas, cuyo monumento estaba al lado del de Leónidas.
No tenían derecho a tomar parte en esta fiesta quienes no fueran ciudadanos de Esparta.